# Лі Син Хун (тенісист)
Лі Син Хун (нар. 22 травня 1979) — колишній південнокорейський тенісист.
Найвищу одиночну позицію світового рейтингу — 391 місце досяг 8 листопада 2004, парну — 667 місце — 13 вересня 2004 року.

## Фінали ITF Ф'ючерс

### Одиночний розряд: 6 (4–2)
| Результат | В-П | Дата     | Турнір                       | Покриття | Суперник        | Рахунок          |
| --------- | --- | -------- | ---------------------------- | -------- | --------------- | ---------------- |
| Поразка   | 0–1 | Чер 2000 | Korea F2, Сеул               | Ґрунт    | Чон Хи Сок      | 3–6, 3–6         |
| Перемога  | 1–1 | Чер 2001 | Korea Rep. F1, Сеул          | Ґрунт    | Чон Хи Сок      | 6–4, 6–4         |
| Поразка   | 1–2 | Сер 2001 | Китайський Тайбей F1, Гаосюн | Тверде   | Кім Тон Хюн     | 3–6, 5–7         |
| Перемога  | 2–2 | Сер 2004 | Індонезія F1, Джакарта       | Тверде   | Квон О Хи       | 3–6, 6–4, 7–6(2) |
| Перемога  | 3–2 | Сер 2004 | Індонезія F3, Семаранг       | Тверде   | Тераті Такахіро | 6–1, 3–6, 6–4    |
| Перемога  | 4–2 | Сер 2007 | Індонезія F1, Макасар        | Тверде   | Садік Кадір     | 6–3, 6–2         |

### Парний розряд: 5 (3–2)
| Результат | В-П | Дата     | Турнір                     | Покриття | Партнер       | Суперники                       | Рахунок          |
| --------- | --- | -------- | -------------------------- | -------- | ------------- | ------------------------------- | ---------------- |
| Поразка   | 0–1 | Тра 2000 | Korea F1, Сеул             | Ґрунт    | Oh Seung-hoon | Кім Тон Хюн Lee Chang-hoon      | 3–6, 6–4, 2–6    |
| Поразка   | 0–2 | Тра 2002 | Korea Rep. F2, Чхонджу     | Ґрунт    | Кім Йон Чун   | Im Sung-ho Квон О Хи            | w/o              |
| Перемога  | 1–2 | Бер 2004 | Нова Зеландія F1, Бленім   | Тверде   | Ім Кю Тхе     | Філіп Ґубенко Доменік Марафіоте | 2–6, 6–2, 6–3    |
| Перемога  | 2–2 | Бер 2004 | Нова Зеландія F3, Норт-Шор | Тверде   | Ім Кю Тхе     | Деніел Кінґ-Тернер Метт Прентіс | 6–2, 3–6, 6–4    |
| Перемога  | 3–2 | Тра 2008 | Korea Rep. F2, Чханвон     | Тверде   | Кім Йон Чун   | Івамі Тасуку Хіроясу Сато       | 3–6, 6–3, [10–1] |